# Non-A
Non-A este o serie de trei romane SF scrise de A. E. van Vogt. Seria încorporează concepte din semantica generală a lui Alfred Korzybski și face referire la logica non-aristoteliană. Prezintă întâmplările prin care trece Gilbert Gosseyn.
- Lumea non-A (1948) (titlu original The World of Null-A), scris de obicei Lumea Ā, inițial serializat în trei numere din Astounding Stories în 1945.

- Jucătorii non-A (1956) (titlu original The Pawns of Null-A), inițial, a fost serializat în Astounding Stories între octombrie 1948 și ianuarie 1949 sub tiltul The Players of Ā, ceea ce a condus la ideea greșită că apariția cărții datează din 1948, datorită mențiunii copyright-ului. Cartea a fost republicată în 1966 sub titlul The Players of Null-A.

- Sfârșitul non-A (1984) (titlu original Null-A Three), scris de obicei Ā Three, este ultimul roman al acestei serii. Mulți critici consideră cartea ca fiind cea mai slabă din seria non-A, iar continuarea autorizată Null-A Continuum ignoră evenimentele prezentate în ea.